# Agrotis radians
Agrotis radians là một loài bướm đêm trong họ Noctuidae.

## Hình ảnh

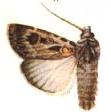
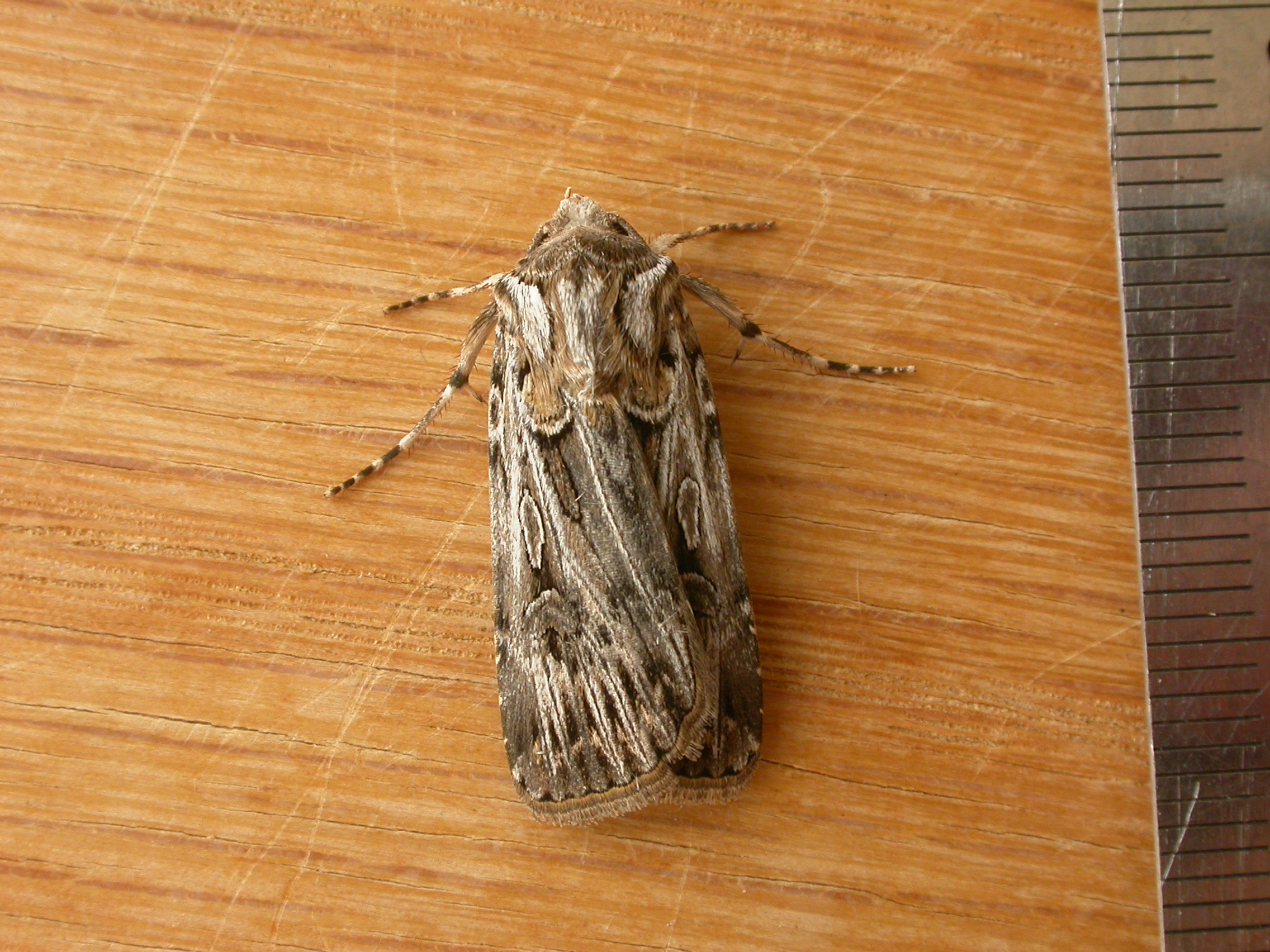
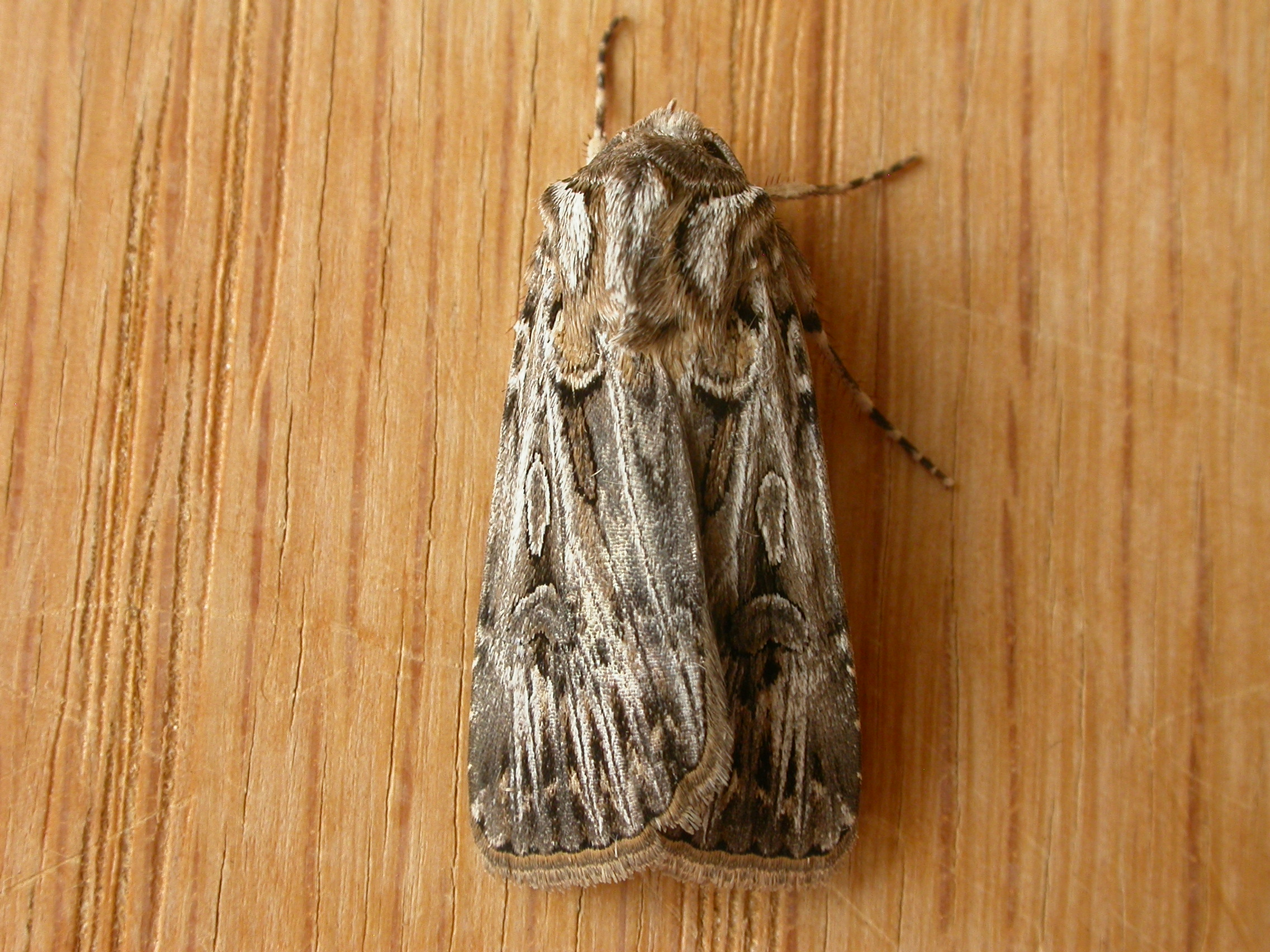
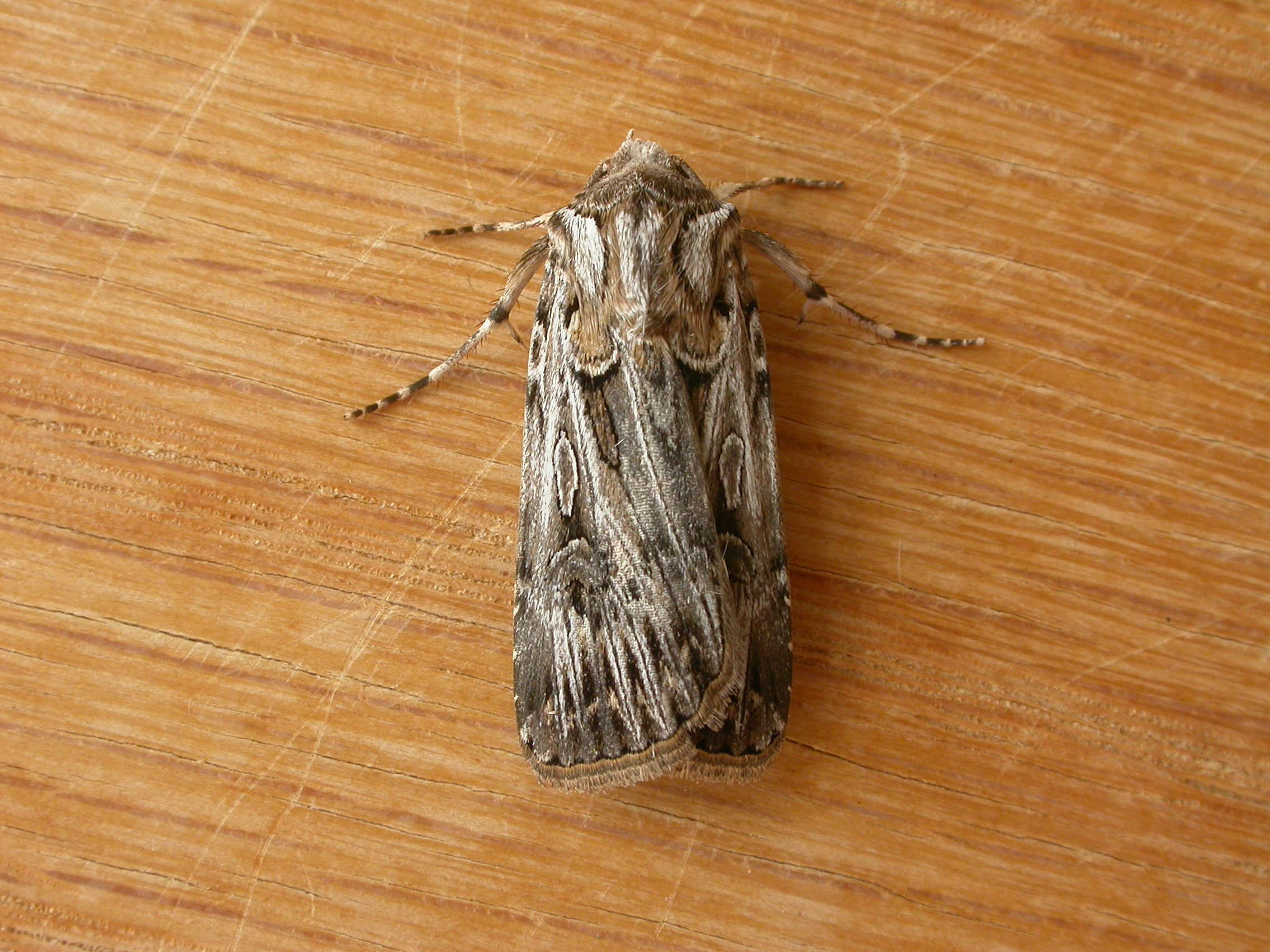